# František Josef z Thun-Hohensteinu
František de Paula Jan Josef hrabě z Thunu a Hoheštejna (německy Franz de Paula Johann Joseph Graf von Thun und Hohenstein; 14. září 1734 Děčín – 22. srpna 1801 Vídeň) byl česko-rakouský šlechtic, hrabě z původně tyrolského rodu Thun-Hohensteinů, zakladatel klášterecké větve rodu.

## Život

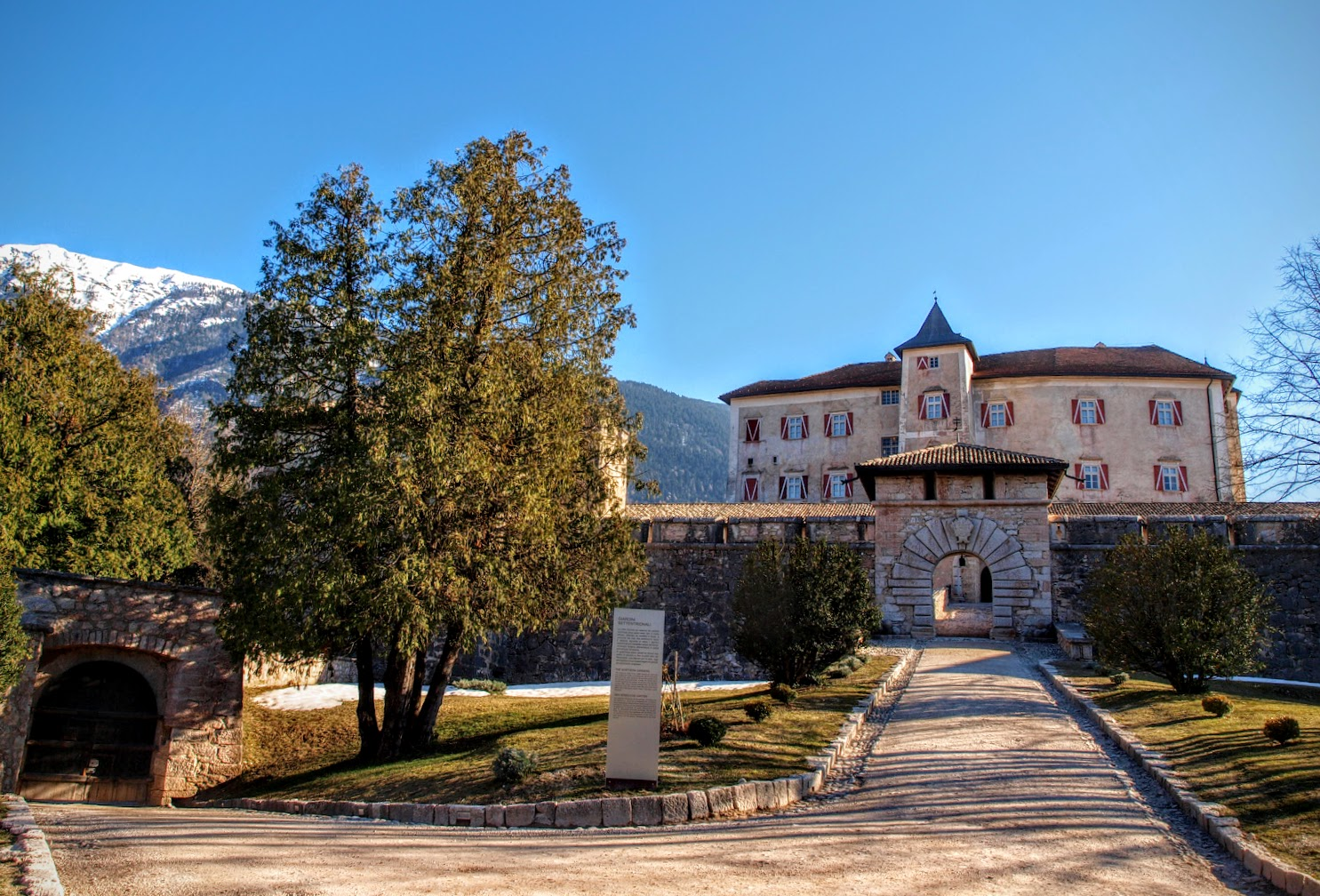
Hrad-zámek Thun v Tridentsku

Narodil se jako nejstarší syn hraběte Jana Josefa z Thun-Hohensteinu (1711–1788) a jeho první manželky hraběky Marie Kristýny z Hohenzollern-Hechingenu (1715–1749, Žehušice), dcery hraběte Heřmana Bedřicha z Hohenzollern-Hechingenu (1665–1733) a hraběky Marie Josefy Terezie z Oettingen-Spielbergu (1694–1738).
František Josef měl bratry Leopolda Leonarda (1748–1826), který byl v letech 1796–1826 pasovským biskupem, generála Václava Josefa a Antonína Josefa.

## Rodina
František Josef se 30. července 1761 ve Vídni oženil s hraběnkou Marií Vilemínou Annou Josefou, rozenou z Ulfeldtu (12. června 1744 Vídeň – 18. května 1800 tamtéž), dcerou hraběte Antonína Korfice z Ulfeldtu (1699–1769) a jeho manželky Anny Marie Alžběty, rozené princezny z Lobkovic (1726–1786). Manželé měli šest dětí:
- 1. Terezie (3. 8. 1762 Vídeň – 16. 4. 1763 tamtéž)[7]
- 2. Marie Alžběta (26. 4. 1764 Vídeň – 23. 12. 1806)[7]
  - ⚭ (1778) hrabě Andrej Kirillovič Razumovský (2. 11. 1752 Hluchiv – 23. 9. 1836 Vídeň)[7]
- 3. Marie Vilemína Kristýna (25. 7. 1765 Vídeň – 11. 4. 1841)[7]
  - ⚭ (1788) kníže Karel Alois Lichnovský z Voštic (21. 6. 1761 Vídeň – 15. 4.  1814 tamtéž)[8]
- 4. Ferdinand (28. 8. 1766 Vídeň – 21. 3. 1768 tamtéž)[7]
- 5. Josef Jan Křtitel Antonín (5. 12. 1767 Vídeň – 17. 5. 1810 Klášterec nad Ohří)[7]
  - ⚭ I. (1793) Marie Josefa ze Schrattenbachu (6. 12. 1768 Štýrský Hradec – 16. 3. 1794 Praha)
  - ⚭ II. (1796, rozv. před 1798) Marie Terezie  ze Schrattenbachu
  - ⚭ III. (1798) Eleonora Fričová (15. 4. 1775 Klášterec nad Ohří – 26. 6. 1834 Vídeň)
- 6. Marie Karolína (10. 5. 1769 Vídeň – 8. 8. 1800 tamtéž)[7]
  - ⚭ (1793) Richard Meade, 2. hrabě Clanwilliam (10. 5. 1766 – 3. 9.1805 Vídeň)[9]